# Alan Tracy
Alan Tracy is een personage uit de poppen-televisieserie Thunderbirds, de drie op deze serie gebaseerde films, en de remake Thunderbirds Are Go. Hij is de jongste zoon van Jeff Tracy, de oprichter van International Rescue.
Alan is genoemd naar astronaut Alan Shepard. Hij is meestal de astronaut van Thunderbird 3, maar vervangt af en toe zijn broer John als bemanningslid van Thunderbird 5.
Over Alans exacte geboortedatum bestaan uiteenlopende bronnen aangezien niet even duidelijk is in welk jaar de serie zich nu precies afspeelt. Indien uit wordt gegaan van 2026-2065 (Thunderbirds Are Go) is zijn geboortejaar 2005-2044.
Matt Zimmerman verzorgde de stem van Alan in de televisieserie en de eerste twee films. In de live-actionfilm uit 2004 werd Alan gespeeld door Brady Corbett.

## Biografie
Alan is de jongste van de Tracybroers. Om die reden wordt hij door zijn broers soms behandeld als een kind. Alan studeerde aan de Harvard Universiteit waar hij problemen kreeg toen hij zijn zelfgemaakte raket lanceerde, wat niet helemaal goed verliep. Op dit punt greep zijn vader in en stuurde Alan in de goede richting, wat leidde tot Alans opleiding als astronaut. Toch zijn er momenten dat dit raketincident weer naar boven komt bij zijn vader en hij Alan behandelt als onhandelbare schooljongen.
Voordat hij bij zijn vaders organisatie kwam, was Alan een professionele raceautocoureur. Hij had al meerdere wedstrijden gewonnen toen hij bekendmaakte te stoppen. In de aflevering Move and You're Dead probeerde hij een comeback te maken in de racewereld, en met succes. Dit leidde echter tot grote woede van enkele van zijn rivalen. Naast autoracen is Alan ook atletisch en doet onder andere aan hardlopen.
Behalve als astronaut van Thunderbird 3 gaat Alan ook geregeld mee met andere reddingsmissies. Hoewel Alan en John elkaar in theorie geregeld afwisselen bij het bemannen van Thunderbird 5 zijn er maar weinig afleveringen waarin Alan daadwerkelijk in Thunderbird 5 zit en John op het eiland is.
Alan heeft in de serie een oogje op Tin-Tin.

## 2004 film
In de Thunderbirdsfilm uit 2004 is Alan een stuk jonger (ongeveer een jaar of 14) en derhalve nog geen lid van het team.
De film draait vrijwel geheel om Alan, Tin-Tin en Fermat die The Hood en zijn helpers moeten tegenhouden wanneer deze het eiland binnenvalt en de andere Tracy’s vastzet in Thunderbird 5.

## Voetnoot
1. ↑  Deze datum is afkomstig uit de karakterprofielen op de Nederlandse Thunderbirds dvd-reeks